# Кёлер, Юлиана
Юлиана Кёлер (нем. Juliane Köhler; род. 6 августа 1965, Гёттинген) — немецкая актриса.

## Биография
Юлиана Кёлер родилась в семье актёра кукольного театра. Окончила вальдорфскую школу, два года обучалась в актёрской студии Gmelin в Мюнхене. В 1985—1988 годах обучалась актёрскому мастерству у Уты Хаген в Нью-Йорке. Брала уроки балета у Даниэлы Глюк в Мюнхене. В 1988 году получила предложение от Нижнесаксонского государственного театра в Ганновере и с этого времени появлялась на театральных подмостках в Германии.
В 1993 году Кёлер перешла на службу в Баварский государственный драматический театр в Мюнхене и официально входит в его труппу с 1997 года. Из-за задержек в съёмках фильма «Эме и Ягуар» Кёлер не успела на пробы в спектакль «Кетхен из Гейльбронна, или Испытание огнём» в мюнхенский Резиденцтеатр. Позднее получила приглашение от Мюнхенского камерного театра. С осени 2001 года Юлиана Кёлер вновь состоит в труппе Баварского государственного драматического театра.
Кинокарьера Юлианы Кёлер началась в 1990-х годах. В 1999 году, ставшим для неё прорывным, она снялась в двух кинолентах: «Эме и Ягуар» и «Кнопка и Антон» по одноимённому произведению Эриха Кестнера. В 2001 году Кёлер сыграла главную роль в Нигде в Африке. В 2004 году Оливер Хиршбигель дал Кёлер роль Евы Браун в фильме «Бункер». В короткометражном фильме «Габер» (2008) Юлиана Кёлер сыграл роль супруги химика Фрица Габера Клары Иммервар.

## Фильмография
- 1988: 24 Crying Beauties
- 1989: Milan
- 1992: Schattenboxer
- 1993: Süddeutsche Freiheit
- 1995: Inzest — Ein Fall für Sina Teufel
- 1997: Koma — Lebendig begraben
- 1998: Nighthawks
- 1998: Busenfreunde 2 — Alles wird gut!
- 1999: Эме и Ягуар
- 1999: Кнопка и Антон
- 2000: Liebst du mich
- 2000: Bella Block: Abschied im Licht
- 2000: Zwei Brüder
- 2001: Weiser
- 2001: Hood
- 2001: Нигде в Африке
- 2001: Tatort: Zielscheibe
- 2002: Mein erstes Wunder
- 2003: NeuFundLand
- 2003: Tatort: Große Liebe
- 2004: Die eine und die andere
- 2004: Бункер
- 2005: In Sachen Kaminski
- 2005: Nimm dir dein Leben
- 2005: Der letzte Zeuge
- 2006: Das wahre eben
- 2006: Auf ewig und einen Tag
- 2008: Mondkalb
- 2008: Novemberkind
- 2008: Tatort: Mit ruhiger Hand
- 2008: Безымянная — одна женщина в Берлине
- 2008: Габер
- 2008: Polizeiruf 110: Kellers Kind
- 2009: Effi Briest
- 2009: Рай на Западе
- 2010: Ein ruhiges Leben — Die Mafia vergisst nicht
- 2010: Klimawechsel
- 2010: Bella Vita
- 2011: Die Sterntaler
- 2011: Das Blaue vom Himmel
- 2011: Tatort: Altes Eisen
- 2012: Bella Australia
- 2012: Tatort: Keine Polizei
- 2012: Die Chefin
- 2012: Две жизни
- 2013: Bella Amore — Widerstand zwecklos
- 2014: Alles inklusive
- 2014: Tatort: Wahre Liebe
- 2014: Schoßgebete
- 2013: Bella Dilemma — Drei sind einer zu viel
- 2015: Für eine Nacht… und immer?
- 2016: Donna Leon — Das goldene Ei
- 2016: The King’s Choice — Angriff auf Norwegen (Kongens nei)
- 2016: Tatort: Narben
- 2016: Der Hund begraben
- 2017: Back for Good
- 2017: Tatort: Nachbarn
- 2017: Zaun an Zaun
- 2017: Auf der anderen Seite ist das Gras viel grüner
- 2018: Vielmachglas
- 2018: Safari — Match Me If You Can
- 2019: Toni, männlich, Hebamme — Allein unter Frauen
- 2019: Toni, männlich, Hebamme — Daddy Blues
- 2019: Eden)
- 2019: Zimmer mit Stall — Berge versetzen